# Francisco Guilherme de Wartenberg
Francisco Guilherme (Munique, 1 de março de 1593 - Ratisbona, 1 de dezembro de 1661) era filho de Guilherme V da Baviera e sua esposa morganática. Ele foi eleito Principado Episcopal de Osnabruque em 1625, mas durante a Guerra dos Trinta Anos ele foi despojado do título e seu título só foi devolvido em 1648.

## Vida
Era o filho mais velho de Fernando da Baviera e de sua esposa morganática Maria Pettenbeckin. Foi educado pelos jesuítas em Ingolstadt (1601-1608) e no Germânico em Roma (1608-1614).
Em 1621, tornou-se gerente dos assuntos governamentais do Eleitor Ferdinando de Colônia, que o nomeou presidente de seu conselho e o levou à Dieta de Ratisbona em 1622. Em 26 de outubro de 1625, foi eleito bispo de Osnabrück, recebendo aprovação papal em 25 de abril de 1626.
Os três bispos anteriores eram protestantes e substituíram a maioria dos padres católicos por pregadores protestantes. O cardeal Eitel Friedrich, que os sucedeu, esforçou-se por restaurar a religião católica, mas logo morreu. Com a ajuda de Johann Tserclaes, conde de Tilly, Franz Wilhelm tomou posse de sua sede em 12 de março de 1628, que havia sido ocupada por soldados dinamarqueses. Ele começou o trabalho da Contrarreforma, expulsou os pregadores protestantes da cidade e restaurou as igrejas aos católicos. Franz Wilhelm eliminou o elemento anticatólico do conselho da cidade; tomou o sistema de educação em suas próprias mãos; entregou o antigo convento agostiniano aos jesuítas, que ele contratou como professores no Gymnasium Carolinum; restaurou várias comunidades religiosas e estabeleceu novas; realizou sínodos e visitações e aplicou os decretos tridentinos sempre que possível. Em 1631, ele fundou uma universidade que, no entanto, foi destruída pelos suecos em 1633.
Francisco Guilherme foi encarregado da execução do Édito de Restituição de 1629 na Baixa Saxônia e, mais tarde, foi eleito para o reitor da igreja colegiada de São Cássio e Florêncio em Bonn. Foi escolhido Príncipe-Bispo de Verden em 1630, Bispo de Minden em 1631 e nomeado Vigário Apostólico de Bremen pelo Papa Inocêncio X em 1645. Em 1633, Osnabrück capitulou aos suecos e Wartenberg teve que ceder sua sede a Gustavo de Wasaburg, filho ilegítimo de Gustavo Adolfo.
Durante seu exílio forçado, Franz Wilhelm, que ainda não havia recebido nenhuma das ordens principais, foi ordenado sacerdote e consagrado bispo em Ratisbona em 1636. Em 1641, ele foi para Roma e, ao retornar, foi eleito Bispo Coadjutor de Ratisbona cum jure successioni, sucedendo em 9 de abril de 1650.
Nas negociações da Paz de Vestfália, de 1645 a 1648, Francisco Guilherme representou os eleitores católicos. Embora impedisse a pretendida secularização de sua sé pelos suecos, teve que ceder à estipulação de que, após sua morte, a Sé de Osnabrück seria administrada alternadamente por um bispo protestante e um católico. Francisco Guilherme manteria a Sé de Osnabrück, mas as Sés de Verden, Minden e Bremen caíram nas mãos dos protestantes, mantendo-se, no entanto, Francisco Guilherme a jurisdição espiritual sobre elas.
Em 18 de dezembro de 1650, tomou posse da Sé de Osnabrück e trabalhou para restaurar a religião católica. Em 5 de abril de 1660, foi criado cardeal-sacerdote pelo Papa Alexandre VII.